# Kolumbija
 Ovo je glavno značenje pojma Kolumbija. Za druga značenja pogledajte Kolumbija (razdvojba).
Kolumbija je država na sjeverozapadu Južne Amerike. Na sjeveru izlazi na Karipsko more, na zapadu na Tihi ocean, a graniči na sjeveroistoku s Panamom, na istoku s Venezuelom, na jugoistoku s Brazilom te na jugu s Peruom i Ekvadorom.
Glavni izvoz: nafta, kava, smaragdi, zlato, tekstil i modne marke, cvijeće, ugljen.

## Departmani
Kolumbija se administrativno sastoji od 32 departmana:
Amazonas,
Antioquia,
Arauca,
Atlántico,
Bolívar,
Boyacá,
Caldas,
Caquetá,
Casanare,
Cauca,
Cesar,
Chocó,
Córdoba,
Cundinamarca,
Guainía,
Guajira,
Guaviare,
Huila,
Magdalena,
Meta,
Nariño,
Norte de Santander,
Putumayo,
Quindío,
Risaralda,
San Andrés,
Santander,
Sucre,
Tolima,
Valle del Cauca,
Vaupés,
Vichada.

## Vanjska politika
Članica je Andske grupe zemalja.

## Stanovništvo
850 000 kolumbijskih državljana govori nekim od indijanskih jezika kao materinskim, a najrasprostranjeniji je guahibo (23 006).
Kolumbijska plemena
Abanique, Abibes, Aburrá, Achagua, Acuataba, Adzáneni, Agataes, Aguasises, Aguasisí, Amagaes, Amaníes, Amarizana, Amorúa, Andagueda, Andaqui, Andoque, Anserma (Ancerma), Araques, Arbi, Arhuaco, Armas, Avani, Awa, Ayrico, Bahuna, Baniva, Baníwa do Içana, Bará, Barasana, Bari, Betoye, Bitagüí, Boloa, Bora, Buga, Buhágana, Buriticá (Buriticaes), Cabiyarí, Cabre, Cacua, Kogi (Kogui), Cagua, Caicuchana, Caimán Cuna, Calamari, Camaniba, Camsa (Kamsá), Caouri, Carabayo, Caramanta, Carapana, Carare, Carate, Carautas, Carcamí, Carex, Cari, Carijona, Carrapa, Cartama, Carutana, Catío, Cauyari, Caxiita, Cenufana, Ceracunos, Chanco, Chapan, Chibcha (Muisca), Chimila, Chipiajes, Chiricoa, Choco, Chucuna, Churoya, Cieguaje, Cima, Coanao, Cocama, Coconuco, Coeruna, Cofán (Kofán), Colima, Coris, Corome, Coroua, Correguaje, Coxima, Coyaima, Cubeo, Cueretu, Cuerimé, Cuerimes, Cuerquia, Cuerquisí, Cuiba, Cuiscos (Cuiscas), Cumeral, Cuna, Cunimia, Curquises, Curripaco, Curumé (Curumes), Dabeibe, Dätuana, Desano (Dessana), Duit, Dujo, Ebéjico (Evejico, Hevéjicos, Hevéxicos), Emberà Katío, Embera (Noanama, Emberá-Baudó, Emberá-Chamí, Emberá-Saija (Epena, Emberá-Tadó), Encabellado, Eperara Siapidara, Eperigua, Erulia, Fitita, Funucuna, Garúes, Gorron, Guacas, Guaciguaje, Guagua, Guahibo (Sikuani), Guaipunave, Guajiro (Wayuu), Guambiano, Guamos (Guamas), Guamocoes, Guanaca, Guanacota, Guane, Guanebucan, Guanebucan, Guaque, Guaramí, Guarcama, Guascusecos, Guatica, Guayabero, Guayupe, Guazuzúes, Hahanana, Hianacoto, Holona,Huitoto Murui, Huitoto, Hupdë, Inga, Ingano, Iracas, Ituango, Kankuamo, Kueretú, Letuama, Macaguaje, Macaguán, Macuna, Mahotoyana, Maipure, Makaguaje (Macaguaje), Makú, Malayo (Wiwa), Maquirá, Masiguare, Masivaribeni, Matapí, Maurí, Miraña, Mitua, Mokaná, Mompox, Moquiqueríes, Moriscos, Moscataco, Muellama, Muinane, Muzo, Naratupes, Natagaima, Naura, Nauracoto, Neenoa, Neguerí, Nïpode, Niquías, Nitamos, Nitanas, Waunaan, Nonuya, Nore, Norisco, Nukak Makú, Nutabe, Ocaina, Ocetá, Ocetaes, Ochalí, Ochalíes, Omagá, Omejes, Omoa, Opaina, Opon, Orejon, Pacabueye (Pacabuy, Pacabuye), Páez, Palanoa, Pamoa, Panche, Paniquita, Pantágoras, Papimón, Papimones, Pasto, Patoco, Paucura, Peberes, Pemeo, Penco, Peques (Pequi), Piapoco, Piaroa, Picara, Pijao, Piratapuyo, Pisamira, Pitos, Playero, Ponares, Pozo, Pubios, Puinave, Punchinaes, Purruto, Qimé, Quillacinga, Quimbaya, Quimes, Quindio, Quirruba, Resigero (Resigaro), Retuarã, Riama, Runa, Sae, Sáliva (Sáliba), Sánha, Sara, Sebondoy,Siapidara, Sicuani (Sicuane), Sinifanaes, Siona (Sioni), Siriano, Tabuya, Tahamí, Taibano, Tairona, Tama, Tanimuca, Tapiira, Taquiburrí, Tariano, Tatabes, Tatuyo, Tecos, Tecua, Telembi, Tinigua, Titiribí, Tolu, Tomedes, Totoro, Tsahatsaha, Tsölá, Tsoloa, Tuatoques, Tucano, Ticuna ili Tucuna, Tuines, Tunebo, Turbaco, Tuyuca, Uainana,Uasona, Ubaná, Urabaes, Urraos, Uwa (Tunebo), Waimaha,Guanano ili Wanana, Wanano, Wayú (Guajiro), Witoto  (Huitoto), Wiwa (Malayo), Yacaoyana, Yaguai, Yahúna, Yamecíes (Yamesies), Yamu, 
Yanacona, Yapel, Yapooa, Yarí, Yarigui, Yauna, Yavitero, Yohorca, Yucuna, Yucuna, Yukpa, Yupuá, Yurí, Yurumangui, Yurutí (Wayhara), Yusca, Zendagua, Zenú, Zopia.
Glavna plemena: prema departmanima:
- Amazonas: Andoke, Bora, Cabiyari, Carijona, Cocama, Letuama, Macuna, Matapi, Muinane, Nonuya, Ocaina, Piratapuyo, Tanimuca, Tucano, Tucuna, Yagua, Yahuna, Yucuna, Yuri.
- Antioquia: Tule (Cuna); sjever: Nutabes, Tahamíes, Yamesies, Noriscos, Ituangos, Peques, Ebéjicos; istok: Guamocoes, Punchinaes, Pantágoras, Amaníes; središnji dio: Aburraes, Tahamíes; jug:  Sinifaná, Armas, Cartamas, Caramantas; zapad: Catíos, Nores, Chocoes, Pencos, Carautas, Nitanas, Nutabes; sjeverozapad: Urabaes, Guazuzues, Araques, Cuiscos, Guacas, Tatabes.
- Arauca: Betoye, Chiricoa, Macaguaje.
- Atlántico: Mokaná
- Bolívar: Pacabuye
- Boyacá: Tunebo.
- Caqueta: Correguaje, Huitoto, Miranha.
- Casanare: Sáliva (Sáliba)
- Cauca: Coconuco, Eperara Siapidara, Guambianos, Guanaca, Páez, Totoroe, Yanacona.
- Cesar: Iká, Kankuamo, Wiwa, Yuko (Yukpa)
- Chocó: Embera, Noanama.
- Córdoba: Katio (Catio), Zenú
- Cundinamarca: Chibcha (Muisca)
- Guainía: Curripaco, Piaroa, Puinave.
- Huila: Dujo, Tama.
- La Guajira: Cagaba, Goajiro (Wayú)
- Magdalena: Chimila, Pacabuye, Sánha
- Meta: Achagua, Guayavero, Piapoco.
- Nariño: Awa, Pasto.
- Norte de Santander: Barí (Motilon).
- Putumayo: Cofán, Inga, Kamsá, Siona.
- Santander: Guane.
- Tolima: Coyaima, Pijao
- Vaupés: Bará, Barasana, Carapana, Cubeo, Dessana (Desano), Makú, Pisamira, Siriano, Taibano, Tariano, Tatuyo, Tuyuca, Uanano, Yurutí.
- Vichada: Amorúa, Cuiba, Masiguare, Guahibo (Sikuani)

## Vanjske poveznice
- Etnias y culturas en el medio ambiente de Colombia  Arhivirana inačica izvorne stranice od 3. listopada 2003. (Wayback Machine)